# Legge Martino
La legge 23 agosto 2004, n. 226 (detta anche legge Martino dal ministro della difesa proponente Antonio Martino) è stata una norma della Repubblica Italiana.

## Storia
Emanata durante il governo Berlusconi II, la norma è stata poi abolita dal d.lgs. 15 marzo 2010, n. 66 (codice dell'ordinamento militare).

## Contenuto
La norma, sulla base di quanto disposto dalla legge 14 novembre 2000 n. 331, ha sospeso le chiamate al servizio militare di leva in Italia, e ha riformato i ruoli dei volontari nelle forze armate, istituendo a decorrere la 1º gennaio 2005:
- i volontari in ferma prefissata di un anno (VFP1);
- i volontari in ferma prefissata quadriennale (VFP4).

## Conseguenze
La legge ha determinato una sospensione delle chiamate al servizio, che rimane sempre obbligatorio ma che si trasforma da istituto ordinario a straordinario poiché operativo solo in determinate ipotesi, ha conseguenzialmente reso di fatto inoperativo anche l'obbligo di prestare un servizio civile sostitutivo per gli obiettori di coscienza italiani, coordinato dal servizio civile nazionale.